# Roger Guerreiro
Roger Guerreiro (São Paulo, 25. svibnja 1982.) poljsko-brazilski je nogometaš. 
Karijeru je počeo u brazilskom Sao Caetanu 2000. godine, gdje ostaje do 2002. kada je prešao u Corinthians. Sa Sao Caetanom bio je prvak Brazila 2001., a s Corinthiansom je osvojio prvenstvo Paulista 2002. Do prelaska u varšavsku Legiju 2006. bio je igrač Flamenga, Celte i Juventude Porto Alegra. 
Nakon što se poljska reprezentacija plasirala na EP 2008., javila se ideja u poljskom nacionalnom savezu da Rogeru daju poljsko državljanstvo, da bi ih pojačao za europsko prvenstvo.